# العمار الكبرى
العمار الكبرى إحدى قرى مركز طوخ التابع لمحافظة القليوبية بجمهورية مصر العربية.

## التاريخ
قرية العمار الكبرى من القرى القديمة، حيث وردت باسم «خراب فزارة» في أعمال القليوبية ضمن قرى الروك الناصري التي أحصاها ابن الجيعان في كتاب «التحفة السنية بأسماء البلاد المصرية». وفي العصر العثماني وردت باسم «فزارة» في التربيع العثماني الذي أجراه الوالي العثماني سليمان باشا الخادم في عصر السلطان العثماني سليمان القانوني ضمن قرى ولاية القليوبية، وفي تاريخ 1228هـ/1813م الذي عدّ قرى مصر بعد المسح الذي قام به محمد علي باشا باسم «العمار» ضمن قرى مديرية القليوبية.

## السكان
بلغ عدد سكان العمار الكبرى 23,153 نسمة، حسب الإحصاء الرسمي لعام 2006.